# La grande parata
La grande parata (The Big Parade) è un film muto del 1925 diretto da King Vidor e, non accreditato, George W. Hill.
Fu il film col maggiore incasso nell'anno 1925.

## Trama
Negli Stati Uniti del 1917 James "Jim" Apperson viene persuaso dai suoi amici patriottici ad arruolarsi in guerra, sebbene non ne avesse inizialmente alcuna intenzione.
Durante l'addestramento conosce e diventa amico di Slim e Bull. La loro unità viene mandata in Francia e si stanzia in una fattoria nel villaggio di Champillon.
Jim, Slim e Bull sono attratti da Melisande, la figlia della proprietaria della fattoria, che però li respinge. Con il tempo tuttavia si innamora di Jim, nonostante i due non parlino la stessa lingua. Un giorno però Jim riceve una lettera e una fotografia dalla sua fidanzata Justyn: quando Melisande vede la fotografia, scappa via in lacrime.
L'unità di Jim viene presto condotta al fronte e Melisande fa appena in tempo a dargli un bacio d'addio.
In battaglia Slim e Bull muoiono per mano del nemico e Jim viene colpito ad una gamba, che gli verrà in seguito amputato fino al ginocchio.
Dopo la fine della guerra Jim torna a casa in America. Justyn e suo fratello Harry si sono innamorati in sua assenza. Jim parla di Melisande alla madre, la quale gli dice di tornare in Francia a cercarla. Quando Jim arriva alla fattoria, Melisandre gli corre fra le braccia.

## Produzione
Il film fu prodotto dalla King Vidor's Production presentato dalla Metro-Goldwyn-Mayer (MGM)

## Distribuzione
Distribuito dalla Metro-Goldwyn-Mayer (MGM), il film venne presentato in prima a Los Angeles il 5 novembre 1925.